# Gashina
"Gashina" (Hangul: 가시나; RR: Gasina) là bài hát được thu âm bởi ca sĩ Hàn Quốc Sunmi. Được phát hành như CD và digital single bởi MakeUs Entertainment và The Black Label vào ngày 22 tháng 8 năm 2017, phần phối bởi LOEN Entertainment. "Gashina" là lần phát hành đầu tiên của Sunmi kể từ khi Wonder Girls tan rã và chấm dứt hợp đồng với JYP Entertainment
Bài hát đứng đầu trên Gaon Digital Chart và với doanh số hơn 1,100,000 digital download tính đến tháng 12 năm 2017.

## Doanh số
Physical copy của "Gashina", từ đề Sunmi Special Edition Gashina, đạt vị trí thứ 16 trên Gaon Album Chart, tại bảng xếp hạng ngày 20-26 tháng 8 năm 2017. Physical CD đạt 2,954 bản và đạt vị trí thứ 56 cho tháng 8.
Bài hát ra mắt vị trí thứ 2 trên Gaon Digital Chart, trên bảng xếp hạng ngày 20-26 tháng 8 năm 2017 với 174,383 lượt tải – đứng đầu Download Chart –  và 4,670,275 lượt nghe. Trong tuần thứ 2, bài hát đạt vị trí thứ nhất trên bảng xếp hạng, với 151,199 lượt tải – ở trên đỉnh Download Chart – và 7,201,441 lượt nghe. Bài hát ở vị trí thứ 15 trong tháng 8 và đạt vị trí thứ 3 trong tháng tiếp theo. Bài hát đạt doanh số hơn 667,590 digital download tính đến tháng 12 năm 2017.
Bài hát cũng ra mắt tại vị trí thứ 3 trên US World Digital Song Sales với 1,000 download trong tuần kết thúc vào ngày 9 tháng 9 năm 2017.
Bài hát là bài hát bán chạy thứ 32 của năm 2017 với 1,190,380 lượt tải.

## Bảng xếp hạng
| Bảng xếp hạng (2017)               | Vị trí xếp hạng cao nhất |
| ---------------------------------- | ------------------------ |
| Hàn Quốc (Gaon Digital Chart)      | 1                        |
| Hàn Quốc (Gaon Album Chart)        | 16                       |
| US World Digital Songs (Billboard) | 3                        |
| South Korea (K-pop Hot 100)        | 2                        |

## Giải thưởng

### Truyền hình âm nhạc
| Chương trình        | Ngày                |
| ------------------- | ------------------- |
| Inkigayo (SBS)      | 3 tháng 9 năm 2017  |
| Inkigayo (SBS)      | 10 tháng 9 năm 2017 |
| Inkigayo (SBS)      | 24 tháng 9 năm 2017 |
| Show Champion (MBC) | 6 tháng 9 năm 2017  |
| M Countdown (Mnet)  | 7 tháng 9 năm 2017  |

## Liên kết khác
- "Gashina" music video trên YouTube